# Camille Bertault

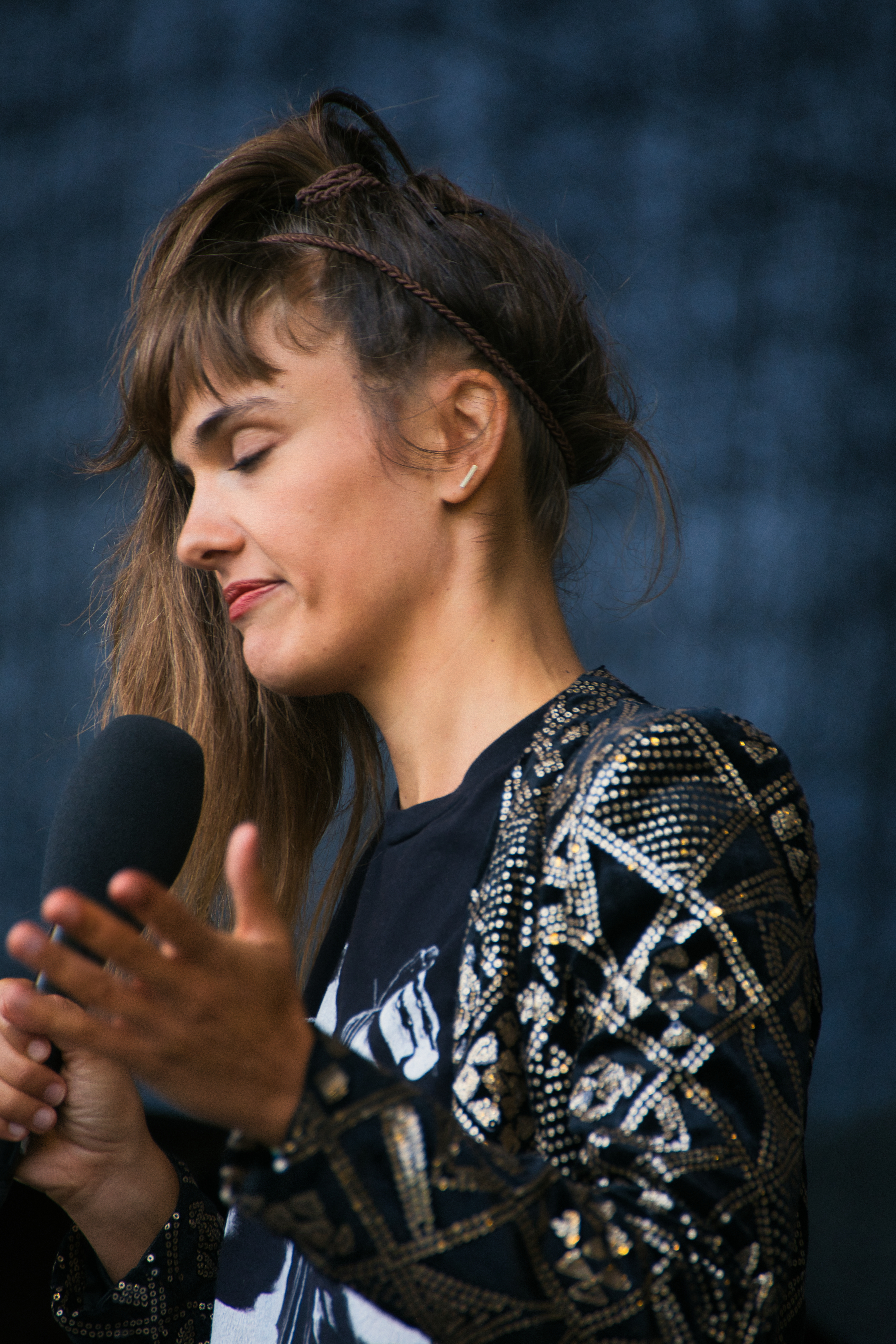
Camille Bertault (INNtöne Jazzfestival 2021)

Camille Bertault (* 28. Juli 1986 in Paris) ist eine französische Jazzmusikerin (Gesang, Komposition, Songtexte).

## Leben und Wirken
Bertault verbrachte ihre Kindheit sowohl in der Normandie als auch in der Region Paris, dann bei Nizza. Sie erhielt eine klassische Klavierausbildung und wechselte mit 20 Jahren zur Schauspielkunst. Ab Anfang 2010 studierte sie Jazz am Conservatoire de Paris. Nachdem sie in einer Prüfung scheiterte, sang sie 2015 einen eigenen, selbstironischen französischen Vocalese-Text auf John Coltranes Giant Steps und veröffentlichte das Video auf Facebook, das nach ihren Angaben innerhalb weniger Tage mehr als 700.000-fach geteilt wurde.
Bertaults erstes Album, das 2016 veröffentlicht wurde, enthielt neben Kompositionen von ihr Standards von Herbie Hancock, Wayne Shorter, Jimmy Rowles und Duke Ellington, allesamt mit ihren eigenen Texten; begleitet wurde sie von einem Trio unter Leitung des Pianisten Olivier Hutman (mit Gildas Boclé und Antoine Paganotti). Eingespielt mit unter anderem Daniel Mille, Dan Tepfer und Stéphane Guillaume (in wechselnden Besetzungen) erschien 2018 ihr zweites Album, Pas de géant (französisch für „Giant Steps“, „Riesenschritte“). Mit dessen Repertoire wurde sie zur „Geschichtenerzählerin, die das große französische Erbe von Chansonniers wie Barbara, Gainsbourg oder Brassens auf ihrem Album ebenso vertont wie die Goldberg-Variationen von Johann Sebastian Bach.“ Nach ihrem Album Le tigre (2020) erschien 2022 ein Duo-Album Playground mit dem Pianisten David Helbock mit eigenen Kompositionen und Coverversionen von Songs von Björk über Gismonti bis hin zu Skrjabin. Weiterhin war sie an Kyle Eastwoods Album Cinematic (Jazz Village)  beteiligt.

## Diskographie
- En vie, Sunnyside Records, 2016
- Pas de géant, Okeh/Sony Music, 2018
- Le tigre, Okeh/Sony Music, 2020[9]
- Camille Bertault & David Helbock: Playground (Act 2022)